# Стрела (лодочный мотор)
Стрела, ЗИФ-5 — марка лодочных подвесных моторов производства СССР с 1953 по 1965 годы. Выпускались двумя заводами: заводом им. Фрунзе (позже КМПО им. Фрунзе, г. Куйбышев) и Ульяновским моторным заводом.

## Конструктивные особенности мотора
Мотор «Стрела» имел очень простую конструкцию. Унифицированный по деталям цилиндро-поршневой группы и кривошипно-шатунного механизма с мотоциклом «Ковровец» одноцилиндровый двухтактный двигатель рабочим объёмом 173,7 см³, развивавший 5 л. с. был установлен на верхней части дейдвудной трубы. К нижней части дейдвудной трубы крепился одноступенчатый конический редуктор с гребным винтом. В конструкции мотора отсутствовала водяная помпа. Вода подавалась в рубашку охлаждения цилиндра за счёт напора воды, создаваемого гребным винтом. Мотор не имел упругих элементов подвески, что в сочетании с одноцилиндровым двигателем обуславливало сильную вибрацию лодки. Кожух, закрывавший двигатель снизу, был металлический в результате чего создавал сильные шумы из-за вибрации мотора, также он затруднял доступ к двигателю для его обслуживания и регулировок. По этой причине владельцы выкидывали кожух практически сразу после приобретения мотора. Бензобак размещался над двигателем и служил верхней половиной кожуха двигателя. Топливо (бензин с растворённым в нём маслом) к карбюратору подавалось самотёком. Управление всасыванием смеси в кривошипную камеру — поршневое (как на мотоциклах), что обуславливало невысокую литровую мощность и затрудненный пуск. Разобщительной муфты мотор не имел. Мотор снабжался верхним ручным стартером, плотно крепившимся на баке.

## Достоинства и недостатки
«Стрела» обладала рядом достоинств:
 — простая конструкция, высокая ремонтопригодность;
 — долговечность;
 — невысокая стоимость самого мотора и запчастей к нему (до 1989 года, когда выпуск запчастей был прекращен);
 — возможность работы на низкосортных бензинах и даже на керосине;
 — высокий к.п.д. гребного винта, хорошая согласованность с тяжелыми водоизмещающими лодками;
Основные недостатки «Стрелы»:
 — большой вес;
 — затрудненный запуск;
 — неудобное расположение органов управления;
 — отсутствие холостого хода;
 — заливание двигателя водой при ходе на волне;
 — высокий уровень шума и вибрации;
 — Более поздние модели имели текстолитовую помпу (ЛММ)

## Социальное значение
Мотор «Стрела» был первым массовым лодочным мотором предназначенным для продажи населению СССР. Все выпускаемые до этого советские лодочные моторы («Пионер», ЛМ-1, ЛМР-6) поставлялись только организациям и артелям. Несмотря на все недостатки «Стрела» позволила приобщиться к водномоторному образу жизни сотням тысяч советских граждан. Фактически со «Стрелы» взяла своё начало целая индустрия водномоторных товаров в СССР. Впоследствии с появлением новых моделей подвесных моторов «Стрела» была снята с производства.
Однако, после снятия с производства «Стрелы» специальные моторы для водоизмещающих лодок в СССР не выпускались. Поэтому рыбаки, сельские жители и туристы, имевшие в своем распоряжении тяжелые лодки продолжали эксплуатировать «Стрелы». Простая и долговечная конструкция позволяла поддерживать их «на ходу» до начала 90-х годов, когда запасы запчастей были полностью израсходованы. Однако отдельные экземпляры эксплуатируются до сих пор.